# Václav Klement

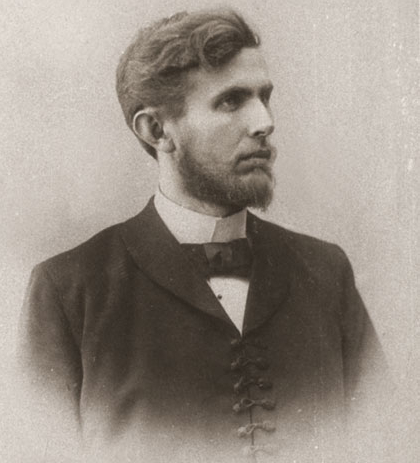
Tschechischer Autopionier: Václav Klement (1894)

Václav Klement (* 16. Oktober 1868 in Velvary; † 13. August 1938 in Mladá Boleslav) war ein tschechischer Industrieller. Zusammen mit Václav Laurin war er Gründer des Automobilherstellers Laurin & Klement (heute Škoda Auto).
Der technisch begeisterte tschechische Buchhändler kaufte sich 1894 ein Fahrrad des Dresdner Herstellers Seidel & Naumann. Als dies repariert werden musste, wandte er sich an die Niederlassung des Herstellers in Ústí nad Labem mit einem Brief in seiner Muttersprache Tschechisch. Diese antwortete ihm: „Wenn Sie von uns eine Antwort haben wollen, dann verlangen wir Ihre Mitteilung in einer für uns verständlichen Sprache“. Klement war darauf so verärgert, dass er kurzerhand beschloss, zusammen mit Václav Laurin künftig selbst Fahrräder herzustellen.
Beide gründeten in Mladá Boleslav eine Fahrradfabrik namens L&K (Laurin & Klement). Diese Fahrräder verkauften sich sehr gut. Seit 1899 stellten Laurin und Klement Motorräder her. Steigende Verkaufszahlen und immer bessere Leistungen zeichneten diese Firma aus. Im Jahre 1905 stellte L&K dann auch Automobile her. Nach dem Ersten Weltkrieg erfolgte aufgrund rückläufiger Absatzzahlen die Übernahme durch den Maschinenbaukonzern Škoda, die Fahrzeugmarke Laurin & Klement erlosch und die Produktion erfolgte fortan unter dem Namen Škoda. Der Automobilhersteller existiert heute unter dem Namen Škoda Auto und gehört zu den führenden Unternehmen in Tschechien.